# Bergbuir
Bergbuir ist ein Stadtteil von Mechernich, Kreis Euskirchen, Nordrhein-Westfalen.
Das Dorf liegt am nordwestlichsten Rand des Stadtgebietes im Nationalpark Eifel und grenzt direkt an den Kreis Düren.
Hoch über dem Ort steht die St.-Barbara-Kapelle. Weiterhin gibt es eine Jugendhalle (das Bürgerhaus) und eine sehr aktive Dorfgemeinschaft.
Bekannt ist der Ort für die Ausrichtung eines Hufeisenzielwerfens, welches jedes Jahr am 3. Sonntag im Juni ausgetragen wird.
Durch den Ort verläuft die Landesstraße 169, die im Nachbarort Hergarten von der Bundesstraße 265 abzweigt.
Die VRS-Buslinie 897 der Firma Karl Schäfer Omnibusreisen verbindet den Ort mit Mechernich und Voißel. Die Fahrten verkehren überwiegend als TaxiBusPlus im Bedarfsverkehr.
| Linie | Verlauf |
| ----- | --- |
| 897   | MiKE (außer im Schülerverkehr): (Roggendorf – Denrath – Wallenthal –) Voißel – Wielspütz – Bergbuir – Bleibuir – Bescheid – Lückerath – Schützendorf – (Denrath –) Strempt – Mechernich Bf – Mechernich Stiftsweg |